# Tortula phaea
Tortula phaea là một loài Rêu trong họ Pottiaceae. Loài này được (Hook. f. & Wilson) Dixon miêu tả khoa học đầu tiên năm 1923.